# Grauwe borstel
De grauwe borstel (Dicallomera fascelina) is een nachtvlinder uit de familie van de spinneruilen (Erebidae) en de onderfamilie van de donsvlinders (Lymantriinae).

## Beschrijving
De voorvleugellengte bedraagt tussen de 18 en 28 millimeter. De grondkleur van de voorvleugels is grijs, met zwarte spikkels en zwarte dwarslijnen en enkele oranje vlekjes. In rusthouding heeft de grauwe borstel zijn wild behaarde poten vooruit. Het mannetje heeft geveerde antennes.

## Waardplanten
De grauwe borstel gebruikt diverse kruidachtige planten, struikhei en wilgen als waardplanten. De rups is te vinden van augustus tot in mei. De soort overwintert als rups.

## Voorkomen
De soort komt verspreid over het Palearctisch gebied voor. De habitat omvat heiden en duinen.

### In Nederland en België
De grauwe borstel is in Nederland en België een zeldzame soort. De vlinder kent één generatie die vliegt van halverwege mei tot augustus.

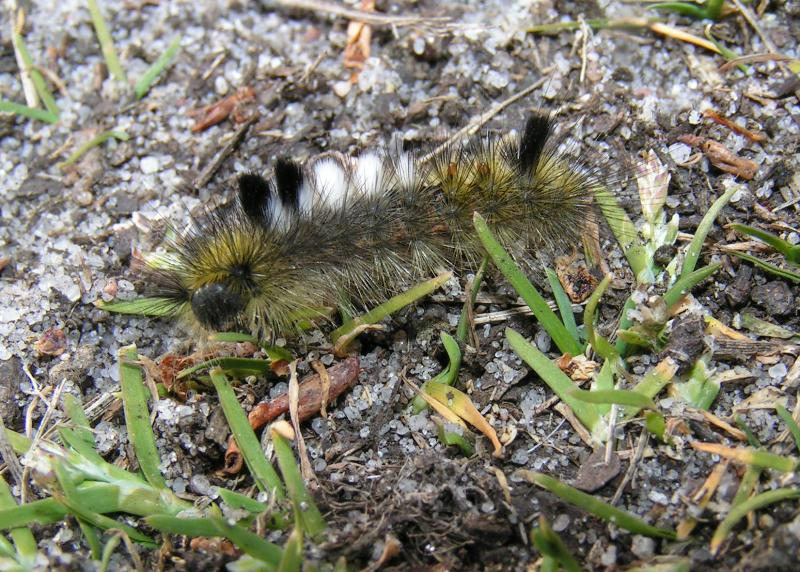
Rups